# یادبود ملی والنات کنیون

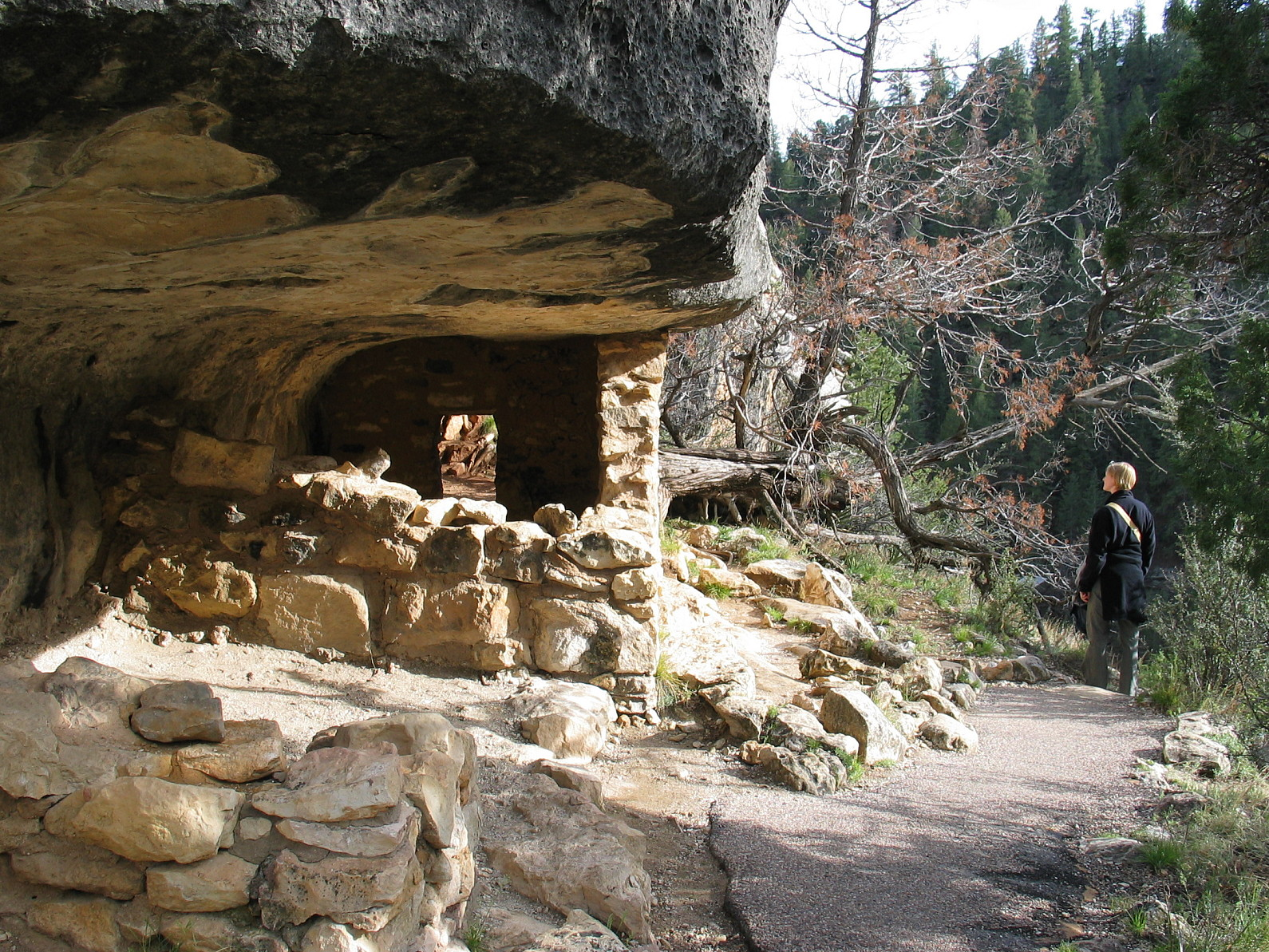
بقایای سرخ‌پوستان کهن

یادبود ملی والنات کنیون (Walnut Canyon National Monument) یک پارک یادبود ملی در ایالت آریزونا در آمریکا است.
مساحت این پارک ۱۵ کیلومتر مربع است.